# Schlattbeeke
Die Schlattbeeke ist ein ehemaliges Naturschutzgebietes in der niedersächsischen Stadt Bassum im Landkreis Diepholz.

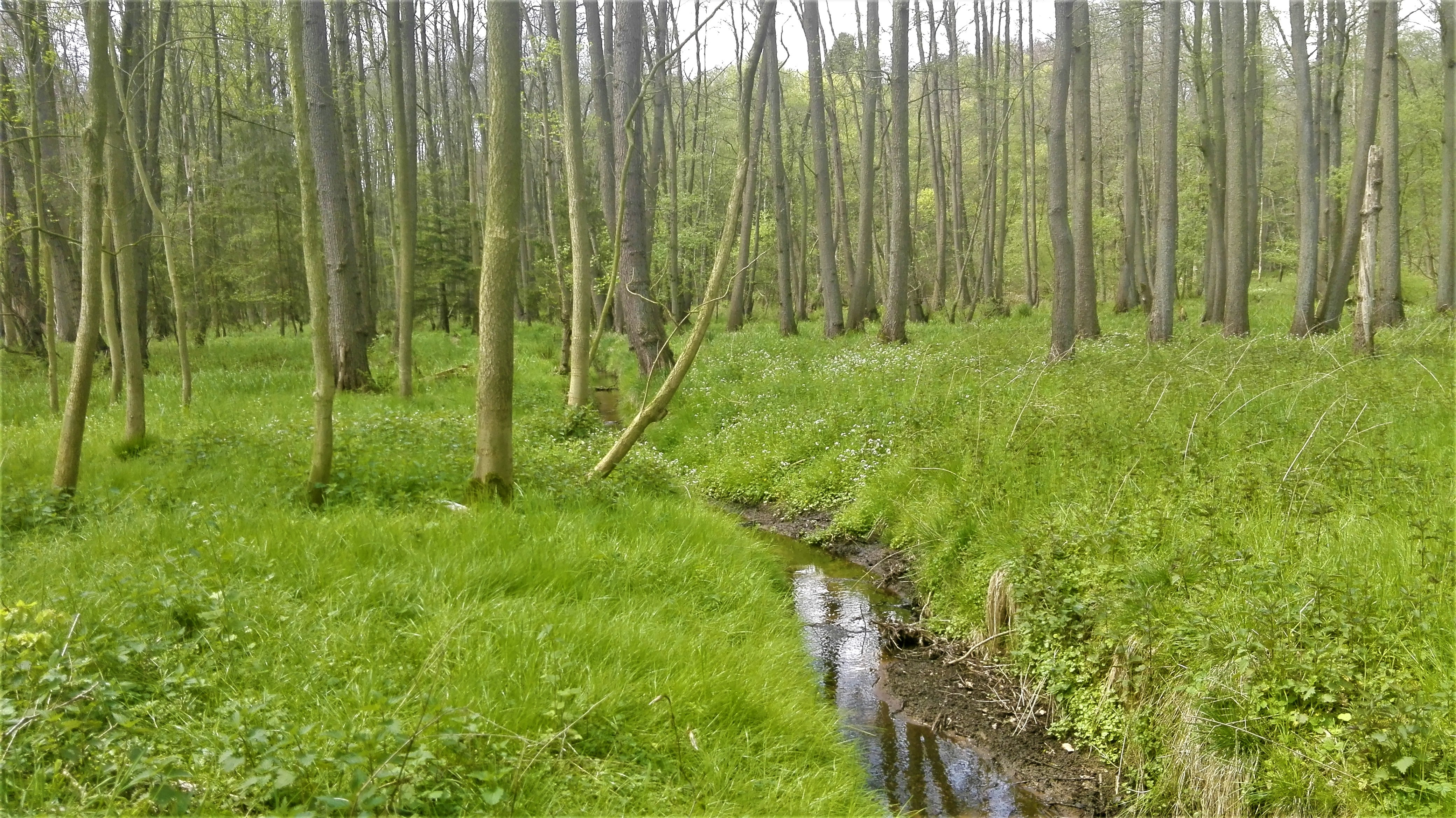
Wasserzug aus der großen Heide im Naturschutzgebiet Schlattbeeke

Das ehemalige Naturschutzgebiet mit dem Kennzeichen NSG HA 189 war 45 Hektar groß. Es war Bestandteil des FFH-Gebietes „Geestmoor und Klosterbachtal“. Im Osten grenzte es direkt an das Naturschutzgebiet „Geestmoor-Klosterbachtal“. Das Gebiet stand seit dem 24. Dezember 1998 unter Naturschutz. Zum 3. Januar 2018 wurde es mit dem angrenzenden Naturschutzgebiet „Geestmoor-Klosterbachtal“ zum neuen Naturschutzgebiet „Geestmoor-Klosterbachtal und Schlattbeeke“ zusammengelegt. Zuständige unter Naturschutzbehörde war der Landkreis Diepholz.
Das ehemalige Naturschutzgebiet liegt südlich von Bassum und westlich von Apelstedt. Es stellte ein Seitental des Klosterbachs, durch das der periodisch wasserführende Wasserzug aus der großen Heide verläuft, unter Schutz. Dieser soll naturnah erhalten bleiben. Die vorhandenen Auen und Quellbereiche mit ihren Bruch- und Laubwäldern sollen ebenso erhalten und naturnah entwickelt werden. Teile des ehemaligen Naturschutzgebietes werden forst- und landwirtschaftlich genutzt.